# 안산시의 마천루 목록
대한민국 경기도 안산시의 마천루 목록이다. 대한민국의 「초고층 및 지하연계 복합건축물 재난관리에 관한 특별법」에 따르면 '초고층 건축물' 이란 층수가 50층 이상 또는 높이가 200m 이상인 건축물을 말한다.

## 마천루 순위
본 목록은 완공되었거나, 상량식을 끝낸 마천루이다.
| 순위 | 이름                 | 사진 | 위치 | 높이 | 층수 | 완공 연도 | 비고   |
| ---- | -------------------- | ---- | ---- | ---- | ---- | --------- | ------ |
| 1=   | 그랑시티자이 103동   |      | 사동 | 151m | 49층 | 2020년    | [ 1 ]  |
| 1=   | 그랑시티자이 104동   |      | 사동 | 151m | 49층 | 2020년    | [ 2 ]  |
| 1=   | 그랑시티자이 109동   |      | 사동 | 151m | 49층 | 2020년    | [ 3 ]  |
| 1=   | 그랑시티자이 110동   |      | 사동 | 151m | 49층 | 2020년    | [ 4 ]  |
| 5=   | e편한세상 상록 101동 |      | 사동 | 148m | 47층 | 2019년    | [ 5 ]  |
| 5=   | e편한세상 상록 102동 |      | 사동 | 148m | 47층 | 2019년    | [ 6 ]  |
| 5=   | e편한세상 상록 103동 |      | 사동 | 148m | 47층 | 2019년    | [ 7 ]  |
| 5=   | e편한세상 상록 104동 |      | 사동 | 148m | 47층 | 2019년    | [ 8 ]  |
| 5=   | 그랑시티자이 201동   |      | 사동 | 148m | 49층 | 2020년    | [ 9 ]  |
| 5=   | 그랑시티자이 202동   |      | 사동 | 148m | 49층 | 2020년    | [ 10 ] |
| 5=   | 그랑시티자이 203동   |      | 사동 | 148m | 49층 | 2020년    | [ 11 ] |
| 5=   | 그랑시티자이 205동   |      | 사동 | 148m | 49층 | 2020년    | [ 12 ] |
| 5=   | 그랑시티자이 206동   |      | 사동 | 148m | 49층 | 2020년    | [ 13 ] |
| 5=   | 그랑시티자이 209동   |      | 사동 | 148m | 49층 | 2020년    | [ 14 ] |
| 5=   | 그랑시티자이 210동   |      | 사동 | 148m | 49층 | 2020년    | [ 15 ] |
| 5=   | 그랑시티자이 211동   |      | 사동 | 148m | 49층 | 2020년    | [ 16 ] |
| 5=   | 그랑시티자이 105동   |      | 사동 | 148m | 49층 | 2020년    | [ 17 ] |
| 5=   | 그랑시티자이 106동   |      | 사동 | 148m | 49층 | 2020년    | [ 18 ] |
| 5=   | 그랑시티자이 207동   |      | 사동 | 148m | 49층 | 2020년    | [ 19 ] |
| 5=   | 그랑시티자이 208동   |      | 사동 | 148m | 49층 | 2020년    | [ 20 ] |
| 21=  | 그랑시티자이 101동   |      | 사동 | 148m | 49층 | 2020년    | [ 21 ] |
| 21=  | 그랑시티자이 102동   |      | 사동 | 148m | 49층 | 2020년    | [ 22 ] |
| 21=  | 그랑시티자이 107동   |      | 사동 | 148m | 49층 | 2020년    | [ 23 ] |
| 21=  | 그랑시티자이 108동   |      | 사동 | 148m | 49층 | 2020년    | [ 24 ] |
| 21=  | 그랑시티자이 111동   |      | 사동 | 148m | 49층 | 2020년    | [ 25 ] |
| 26   | 그랑시티자이 112동   |      | 사동 | 145m | 47층 | 2020년    | [ 26 ] |

## 같이 보기
- 안산시
- 마천루 목록
- 아시아의 마천루 목록
- 대한민국의 마천루 목록